# Karjala Cup 1997
Hokejový turnaj Karjala Cup 1997 byl odehrán od 6. do 9. listopadu 1997 v Helsinkách.

## Výsledky a tabulka
|    |         | SWE     | CZE   | RUS   | FIN    | V | R | P | Skóre | B |
| 1. | Švédsko | Švédsko | 1:0   | 3:1   | 5:2    | 3 | 0 | 0 | 9:3   | 6 |
| 2. | Česko   | 0:1     | Česko | 0:1   | 5:2    | 1 | 0 | 2 | 5:4   | 2 |
| 3. | Rusko   | 1:3     | 1:0   | Rusko | 2:3    | 1 | 0 | 2 | 4:6   | 2 |
| 4. | Finsko  | 2:5     | 2:5   | 3:2   | Finsko | 1 | 0 | 2 | 7:12  | 2 |

 Švédsko -  Česko 1:0 (1:0, 0:0, 0:0)
6. listopadu 1997 - Helsinky
- Branky  Švédsko: 6. Svensson.
- Branky  Česko: nikdo
- Rozhodčí: Järvelä – Hirvi, Holmström (FIN)
- Vyloučení: 4:5
- Diváků: 1 000

Česko: Milan Hnilička – Libor Procházka, Tomáš Kaberle, Martin Štěpánek, Vitězslav Škuta, Jaroslav Špaček, Radek Hamr, Jaroslav Nedvěd, Jan Srdínko – Jiří Zelenka, Pavel Patera, David Výborný – Viktor Ujčík, Vladimír Růžička, Ivo Prorok – Radek Bělohlav, Jiří Dopita, Milan Hejduk – Jan Čaloun, Josef Beránek, David Moravec.
Švédsko: Söderström – Hävelid, R. Johansson, Svensson, Rohlin, Olsson, Mertzig – Mikael Johansson, Dahlén, Kjellberg – Jönsson, Thuresson, Sundblad – Falk, Karlsson, Nordström – Mathias Johansson, Carlsson, Juhlin – Westlund.

 Finsko -  Rusko 3:2 (2:1, 1:1, 0:0)
6. listopadu 1997 - Helsinky

 Švédsko -  Rusko 3:1 (1:1, 1:0, 1:0)
7. listopadu 1997 - Helsinky

 Česko -  Finsko 5:2 (3:1, 1:1, 1:0)
8. listopadu 1997 - Helsinky
- Branky  Česko: 9. Jan Alinč, 12. a 20. Jan Čaloun, 39. Petr Nedvěd, 48. Libor Procházka
- Branky  Finsko: 7. Rintanen, 36. Nieminen.
- Rozhodčí: Hellwig (GER) – Favorin, Tarkko (FIN)
- Vyloučení: 4:3 (1:1)
- Diváků: 10 200

Česko: Martin Prusek – Libor Procházka, Tomáš Kaberle, Martin Štěpánek, Vitězslav Škuta, Jaroslav Špaček, Jan Srdínko, Jaroslav Nedvěd, Radek Hamr – Jiří Zelenka, Pavel Patera, Jan Hlaváč – Viktor Ujčík, Vladimír Růžička, Ivo Prorok – Josef Beránek, Jiří Dopita, Radek Bělohlav – Jan Čaloun, Jan Alinč, David Moravec.
Finsko: Ketterer – Martikainen, Nummelin, Karalahti, Timonen, Lydman, Kiprusoff, Sormunen, Grönvall – Pirjetä, Nieminen, Rintanen – Tuomainen, Ch. Ruutu, Peltonen – Nurminen, Helminen, Salonen – Alatalo, Ojanen, Riihijärvi.

 Rusko -  Česko 1:0 (0:0, 0:0, 1:0)
9. listopadu 1997 - Helsinky
- Branky  Rusko: 42. Sarmatin.
- Branky  Česko: nikdo
- Rozhodčí: Ingman – Hämäläinen, Rönn (FIN)
- Vyloučení: 8:9 (0:0, 0:1) + Jan Čaloun na 5 min a do konce utkání.
- Diváků: 5 000

Česko: Milan Hnilička – Libor Procházka, Tomáš Kaberle, Martin Štěpánek, Vitězslav Škuta, Jaroslav Špaček, Jan Srdínko, Jaroslav Nedvěd, Radek Hamr – Jiří Zelenka, David Výborný, Jan Hlaváč – Viktor Ujčík, Vladimír Růžička, Ivo Prorok – Josef Beránek, Jiří Dopita, Radek Bělohlav – Jan Čaloun, Jan Alinč, Milan Hejduk.
Rusko: Podomackij – Těrtyšnyj, Jerofejev, Chavanov, Stulov, Krasotkin, Filimonov, Fokin, M. Davydov – Prochorov, Barkov, Charitonov – M. Ivanov, Jakubov, Petrenko – Tarasenko, O. Bělov, Leonov – Kuděrmětov, Čupin, Sarmatin.

 Finsko -  Švédsko 2:5 (1:1, 0:2, 1:2)
9. listopadu 1997 - Helsinky

## All-Star-Team
| Útočník | Jan Čaloun Česko - Patric Kjellberg Švédsko - Kimmo Rintanen Finsko |
| Obránce | Magnus Svensson Švédsko - Petteri Nummelin Finsko                   |
| Brankář | Tommy Söderström Švédsko                                            |